# Projection Authagraph

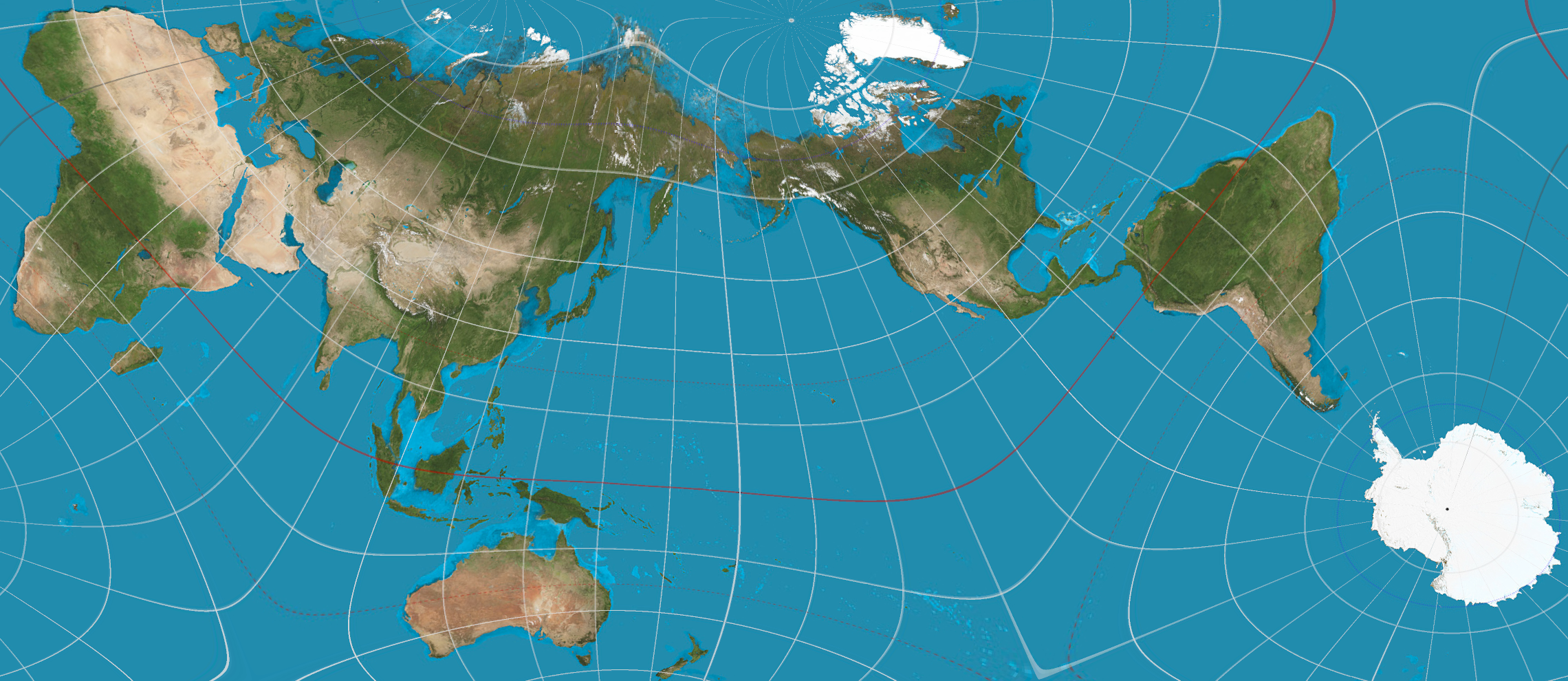
Projection AuthaGraph de la Terre

Authagraph est une projection cartographique quasi équivalente inventée par l'architecte Japonais Hajime Narukawa (鳴川肇) en 1999. La carte est fabriquée par division égale d'une surface sphérique en 96 triangles, leur transposition sur tétraèdre, tout en conservant les proportions superficielles, pour déplier le tout en rectangle. La carte conserve largement tailles et formes des continents et océans tout en réduisant la distorsion de leurs formes, tel que suggère le planisphère Dymaxion. Les mappemondes triangulaires sont aussi possibles à partir de la même méthode. Le nom est dérivé de « authalique » et « graphique ».
La méthode utilisée pour construire cette projection garantit que les 96 régions de la sphère qui sont utilisés pour définir la projection sont chacune de superficie relative correcte (pour les surfaces émergées uniquement, car les surfaces maritimes ne respectent pas du tout les mêmes échelles), mais la projection n'est pas exactement équivalente car sa méthode ne contrôle pas l'aire à échelle infinitésimale ni même à l'intérieur de ces régions.
La mappemonde Authagraph peut être carrelée en toute direction sans disjonction. À partir de ce carrelage, une nouvelle mappemonde triangulaire, rectangulaire ou parallélogramme peut être cadrée avec différentes régions pour centre. Cette carte fournit une vision du monde décentralisée. La projection cartographique tente de refléter une perspective multilatérale à l'intention d'une meilleure compréhension des phénomènes globaux du XXIe siècle. Cette projection est utile en pavage pour permettre la dépiction[Quoi ?] des thèmes chronologiques, tel le déplacement long terme d'un satellite autour de la Terre sur ligne continue.
En 2011, la projection cartographique Authagraph fut sélectionnée par le Musée national japonais des sciences émergentes et de l'innovation (Miraikan) comme son outil de cartographie officiel. Depuis 2015, il est utilisé dans les manuels officiels japonais du lycée. En octobre 2016, la projection cartographique Authagraph remporta le Good Design Grand Award de l'Institut japonais de promotion du design.